# 為何 人們會抗爭? / Summer Wind / 人生的STEP!
《為何 人們會抗爭? / Summer Wind / 人生的STEP!》（何故 人は争うんだろう? / Summer Wind / 人生はSTEP!）是日本女子偶像組合℃-ute的第29張單曲，於2016年4月20日由zetima發售。

## 概要
- 《為何 人們會抗爭? / Summer Wind / 人生的STEP!》是℃-ute第二張3A單曲。
- 此單曲有6個版本，分別有初回生產限定盤A、B、C和通常盤A、B、C。「初回生產限定盤A」收錄了《為何 人們會抗爭?》的PV；「初回生產限定盤B」收錄了《Summer Wind》的PV；「初回生產限定盤C」收錄了《人生的STEP!》的PV。
- 在2016年5月2日於Oricon公信榜單曲週榜取得第2名。

## 收錄内容

### CD
1. 為何 人們會抗爭?
（作詞：三浦徳子、作曲：星部ショウ、編曲：平田祥一郎）
2. Summer Wind
（作詞、作曲：淳君、編曲：AKIRA）
3. 人生的STEP!
（作詞：角田崇徳、作曲：石井浩平、編曲：石井浩平）
4. 為何 人們會抗爭?（Instrumental）
5. Summer Wind（Instrumental）
6. 人生的STEP!（Instrumental）

### DVD

#### 初回生產限定盤A
1. 為何 人們會抗爭?（Music Video）

#### 初回生產限定盤B
1. Summer Wind（Music Video）

#### 初回生產限定盤C
1. 人生的STEP!（Music Video）

## 外部連結
- 早安家族官方網站 （页面存档备份，存于）（日語）
- YouTube上的《為何 人們會抗爭?》PV
- YouTube上的《Summer Wind》PV
- YouTube上的《人生的STEP!》PV